# Fight for the Fallen (2019)
O Fight for the Fallen (2019) foi um evento wrestling profissional produzido pela All Elite Wrestling (AEW). Aconteceu em 13 de julho de 2019, no Daily's Place em Jacksonville, Flórida. O Fight for the Fallen foi realizado como um evento beneficente para apoiar vítimas de violência armada, uma referência ao título do evento. O evento especial foi transmitido gratuitamente no serviço de streaming B/R Live na América do Norte e estava disponível por meio de pay-per-view internacionalmente. Esse foi o primeiro evento da cronologia do Fight for the Fallen.
O card conteve nove lutas, incluindo duas no pré-show The Buy In. No evento principal, The Young Bucks (Matt Jackson e Nick Jackson) derrotaram The Brotherhood (Cody e Dustin Rhodes). Em outras lutas importantes Kenny Omega derrotou Cima e Adam Page derrotou Kip Sabian.

## Produção

### Conceito
A All Elite Wrestling (AEW) foi fundada em janeiro de 2019. A empresa realizou seu evento inaugural, Double or Nothing, em maio, seguido pelo Fyter Fest em junho. O Fight for the Fallen foi agendado como o terceiro evento da AEW a ser realizado em 13 de julho de 2019 no Daily's Place em Jacksonville, Flórida; O Daily's Place que mais tarde se tornaria a base da AEW. Estava programado para ser realizado como um evento beneficente em que toda a arrecadação de bilheteria seria doada para vítimas de violência armada, uma referência ao título do evento. No mês seguinte, em 3 de julho, foi anunciado que o evento beneficente seria patrocinado pela Farah & Farah, um escritório de advocacia de danos pessoais localizado em Jacksonville, os lucros da bilheteria seriam doados ao Conselho Consultivo de Assistência a Vítimas de Jacksonville.
Em 9 de julho, Chris Jericho foi anunciado como aparecendo em um papel não relacionado ao wrestling no evento. Fight for the Fallen foi transmitido gratuitamente no serviço de streaming B/R Live na América do Norte, e estava disponível através de pay-per-view internacionalmente.

### Rivalidades
Fight for the Fallen compreendeu nove lutas de wrestling profissional, incluindo duas no pré-show, que envolveram diferentes lutadores de rivalidades e enredos preexistentes. Os lutadores retratavam heróis, vilões ou personagens menos distinguíveis em eventos roteirizados que criavam tensão e culminavam em uma luta livre ou uma série de lutas. As histórias foram produzidas na série do YouTube dos Young Bucks, Being The Elite, e na série do YouTube Nightmare Family, de Cody, The Road to Fight for the Fallen.
No Double or Nothing após Cody ter derrotado seu irmão Dustin Rhodes, ele disse que como vice-presidente executivo da AEW, havia se programado para ter uma luta de duplas contra os The Young Bucks (Matt Jackson e Nick Jackson) no Fight for the Fallen. Ele disse que não precisava de qualquer parceiro, precisava de seu irmão, ao que Cody e Dustin se abraçaram, confirmando que os Young Bucks enfrentariam The Brotherhood (Cody e Dustin) no evento.
Pouco antes do evento, foi anunciado que a Dark Order (Evil Uno e Stu Grayson), Angélico e Jack Evans, e Jungle Boy e Luchasaurus se enfrentariam em uma luta three-way de duplas no Fight for the Fallen com a equipe vitoriosa avançando para o All Out em 31 de agosto para uma oportunidade de avançar na primeira rodada do torneio pelo AEW World Tag Team Championship.

## Evento
| Função               | Nome                         |
| -------------------- | ---------------------------- |
| Comentaristas        | Jim Ross (PPV)               |
| Comentaristas        | Excalibur (Pre-show + PPV)   |
| Comentaristas        | Alex Marvez (Pre-show + PPV) |
| Anunciador de ringue | Justin Roberts               |
| Árbitros             | Aubrey Edwards               |
| Árbitros             | Bryce Remsburg               |
| Árbitros             | Rick Knox                    |
| Entrevistadora       | Jenn Decker                  |

### The Buy In
Duas lutas ocorreram durante TheBuy In. Na primeira, Sonny Kiss enfrentou Peter Avalon. Kiss realizou um Split-Legged Leg Drop em Avalon para vencer.
Na segunda, Bea Priestley e Shoko Nakajima enfrentaram Dr. Britt Baker, D.M.D. e Riho. Nakajima derrotou Riho com um roll up para vencer.

### Lutas preliminares
O evento abriu com MJF, Sammy Guevara e Shawn Spears enfrentando Darby Allin, Jimmy Havoc e Joey Janela. Spears executou um Death Valley Driver em Allin para vencer.
Em seguida, Brandi Rhodes (acompanhada de Awesome Kong) enfrentou Allie. Brandi executou um Spear em Allie para vencer. Após a luta, Awesome Kong foi confrontada por Aja Kong.
Depois disso, a Dark Order (Evil Uno e Stu Grayson), Angélico e Jack Evans, e A Boy and His Dinosaur (Jungle Boy e Luchasaurus) competiram para avançar para All Out por uma oportunidade de avançar na primeira rodada do torneio pelo AEW World Tag Team Championship. Grayson e Uno realizaram um Fatality em Jungle Boy para vencer.
Mais tarde, Adam Page enfrentou Kip Sabian. Page executou um Dead Eye em Sabian para vencer. Após a luta, um disfarçado Chris Jericho apareceu e executou um Codebreaker e um Judas Effect em Page.
Na quinta luta, os Campeões Mundias de Duplas da AAA Lucha Brothers (Pentagon Jr e Rey Fenix) enfrentaram SoCal Uncensored (Kazarian e Scorpio Sky) em uma luta não valida título. Pentagon e Fenix realizaram uma combinação Fear Factor / Diving Double Foot Stomp em Sky para vencer. Após a luta, Pentágon e Fenix atingiram Christopher Daniels, Kazarian e Sky com uma escada. Pentágono e Fenix então desafiaram os Young Bucks (Matt Jackson e Nick Jackson) para uma luta de escadas com seu AAA World Tag Team Championship em jogo no All Out.
Na penúltima luta, Kenny Omega enfrentou Cima. Omega executou um One-Winged Angel em Cima para vencer.
Chris Jericho fez uma promo, proclamando que derrotaria Adam Page pelo AEW World Championship no All Out. Page apareceu e atacou Jericho. As autoridades separaram Jericho e Page.

### Evento principal
No evento principal, The Young Bucks (Matt e Nick Jackson) enfrentaram The Brotherhood (Cody e Dustin Rhodes). Cody e Dustin executaram simultaneamente Shatter Dreams e Final Cuts em Matt e Nick para um nearfall. Nick executou um Cross Rhodes em Cody e Matt tentou a contagem. Matt e Nick executaram um Meltzer Driver em Cody para vencer.

## Recepção
Jason Powell, do Pro Wrestling Dot Net, descreveu o Fight for the Fallen como "um bom show" no geral, embora ele achasse que muitas lutas sofreram um pouco por durar muito, e ele sentiu que o cansaço se instalou com uma multidão que estava no calor por mais de quatro horas.

## Resultados
| Nº                                          | Resultados | Estipulações | Tempo |
| ------------------------------------------- | --- | --- | ----- |
| Pré- show                                   | Sonny Kiss derrotou Peter Avalon (com Leva Bates)                                                                                              | Luta individual | 5:10  |
| Pré- show                                   | Bea Priestley e Shoko Nakajima derrotaram Dr. Britt Baker, D.M.D. e Riho                                                                       | Luta de duplas | 15:40 |
| 1                                           | MJF, Sammy Guevara e Shawn Spears derrotaram Darby Allin, Jimmy Havoc e Joey Janela                                                            | Luta de trios | 13:15 |
| 2                                           | Brandi Rhodes (com Awesome Kong) derrotou Allie                                                                                                | Luta individual | 11:00 |
| 3                                           | The Dark Order (Evil Uno e Stu Grayson) derrotaram Angélico e Jack Evans e A Boy and His Dinosaur (Jungle Boy e Luchasaurus) (com Marko Stunt) | Luta Triple Threat de duplas Para avancar para o All Out para ter uma chance de avancar no torneio pelo AEW World Tag Team Championship | 15:15 |
| 4                                           | Adam Page derrotou Kip Sabian | Luta individual | 19:05 |
| 5                                           | Lucha Brothers (Pentagón Jr. e Rey Fénix) derrotaram SoCal Uncensored (Frankie Kazarian e Scorpio Sky) (com Christopher Daniels)               | Luta de duplas | 15:10 |
| 6                                           | Kenny Omega derrotou Cima | Luta individual | 22:30 |
| 7                                           | The Young Bucks (Matt Jackson e Nick Jackson) derrotaram The Brotherhood (Cody e Dustin Rhodes)                                                | Luta de duplas | 31:25 |
| (c) – Refere-se aos campeões antes da luta. | | |       |